# Südwest-Naturreservat
Das Südwest-Naturreservat (englisch Southwest Nature Reserve), besser bekannt als Nationaler Botanischer Garten (englisch National Botanical Garden), ist ein 12 Hektar großes Naturschutzgebiet in der namibischen Hauptstadt Windhoek, unmittelbar zwischen Windhoek-Zentral und Klein Windhoek gelegen.

## Geschichte
Das Gebiet des Botanischen Gartens wurde 1969 von der Administration Südwestafrikas an die Stadt Windhoek übergeben. Wenig später wurde mit dem Anlegen von Wanderwegen begonnen. Aufgrund finanzieller Probleme wurde das Gebiet wenig später aufgegeben. Mit dem Bau des Forschungs-Instituts am Rande des Geländes, begann die Neugestaltung eines Botanischen Gartens. Das Botanische Forschungs-Institut übernahm das Gelände und entwickelte es mit Hilfe der Botanischen Vereinigung Namibias.
Aufgabe des Gartens als Naturreservat ist der Schutz und Erhalt der ausschließlich namibischen Flora. Zudem dient der Garten als Erholungs- und Bildungseinrichtung.

## Sehenswertes
Es befinden sich heute auf dem Areal neben einem kleinen gestalteten Garten ein zum Großteil ungestaltetes Areal mit Wanderwegen. Besondere Beachtung verdient die wohl dichteste Ansammlung der Windhoek Aloe (Aloe littoralis), der Pflanze des Windhoeker Stadtlogos. Zudem finden sich hier u. a. Köcherbäume und „Lilien“. Im Wüstenhaus können Pflanzen aus der Namib entdeckt werden. Zwischen den verschiedenen Pflanzen leben verschiedenste kleine Säugetiere, Vögel, Reptilien und Insekten.